# ميلرسبورغ (إنديانا)
ميلرسبورغ (بالإنجليزية: Millersburg, Indiana)‏ هي بلدة أمريكية تقع في الولايات المتحدة في مقاطعة خارت. يقدر عدد سكانها بـ 903 نسمة ومساحتها 1.40 كم2 وترتفع عن سطح البحر 270 متر.

## التركيبة السكانية
قام مكتب تعداد الولايات المتحدة بتحديد بيانات التركيبة السكانية لميلرسبورغ في تعداد الولايات المتحدة. في ما يلي، التركيبة السكانية حسب تعدادي 2000 و2010.

### تعداد عام 2000
بلغ عدد سكان ميلرسبورغ 868 نسمة بحسب تعداد عام 2000، وبلغ عدد الأسر 310 أسرة وعدد العائلات 249 عائلة مقيمة في البلدة. في حين سجلت الكثافة السكانية 1,646.6 نسمة لكل ميل مربع (635.8/كم2). وبلغ عدد الوحدات السكنية 324 وحدة بمتوسط كثافة قدره 614.6 نسمة لكل ميل مربع (237.3/كم2).
وتوزع التركيب العرقي للبلدة بنسبة 99.19% من البيض و 0.12% من الأمريكيين الأفارقة و 0.35% من عرقين مختلطين أو أكثر.
بلغ عدد الأسر 310 أسرة كانت نسبة 45.8% منها لديها أطفال تحت سن الثامنة عشر تعيش معهم، وبلغت نسبة الأزواج القاطنين مع بعضهم البعض 62.6% من أصل المجموع الكلي للأسر، ونسبة 11.6% من الأسر كان لديها معيلات من الإناث دون وجود شريك، وكانت نسبة 19.4% من غير العائلات. تألفت نسبة 14.5% من أصل جميع الأسر من أفراد ونسبة 4.8% كانوا يعيش معهم شخص وحيد يبلغ من العمر 65 عاماً فما فوق. وبلغ متوسط حجم الأسرة المعيشية 3.06، أما متوسط حجم العائلات فبلغ 2.80.
بلغ العمر الوسطي للسكان 30 عاماً. وكانت نسبة 33.1% من القاطنين تحت سن الثامنة عشر، وكانت نسبة 7.9% بين الثامنة عشر والأربعة وعشرون عاماً، ونسبة 31.0% كانت واقعةً في الفئة العمرية ما بين الخامسة والعشرون حتى والأربعة وأربعون عاماً، ونسبة 19.4% كانت ما بين الخامسة والأربعون حتى الرابعة والستون، ونسبة 8.6% كانت ضمن فئة الخامسة والستون عاماً فما فوق. يوجد لكل 100 أنثى 102.3 ذكر، ويوجد لكل 100 أنثى في الثامنة عشر من عمرها فما فوق 102.4 ذكر.
بلغ متوسط دخل الأسرة في البلدة 43,750 دولار، أما متوسط دخل العائلة فبلغ 44,250 دولار. وكان متوسط دخل الذكور 36,083 دولار مقابل 25,179 دولار للإناث. وسجل دخل الفرد الخاص بالبلدة 19,700 دولار. وكانت نسبة 2.7% من العائلات ونسبة 4.0% من السكان تحت خط الفقر، وكان من هؤلاء نسبة 5.3% تحت سن الثامنة عشر ونسبة 5.1% في الخامسة والستين من العمر وما فوق.

### تعداد عام 2010
بلغ عدد سكان ميلرسبورغ 903 نسمة بحسب تعداد عام 2010، وبلغ عدد الأسر 324 أسرة وعدد العائلات 244 عائلة مقيمة في البلدة. في حين سجلت الكثافة السكانية 1,672.2 نسمة لكل ميل مربع (645.6/كم2). وبلغ عدد الوحدات السكنية 345 وحدة بمتوسط كثافة قدره 638.9 لكل ميل مربع (246.7/كم2).
وتوزع التركيب العرقي للبلدة بنسبة 97.0% من البيض و 0.9% من الأمريكيين الأصليين و 0.6% من الأمريكيين الأفارقة و 0.4% من عرقين مختلطين أو أكثر.
بلغ عدد الأسر 324 أسرة كانت نسبة 42.9% منها لديها أطفال تحت سن الثامنة عشر تعيش معهم، وبلغت نسبة الأزواج القاطنين مع بعضهم البعض 57.1% من أصل المجموع الكلي للأسر، ونسبة 13.9% من الأسر كان لديها معيلات من الإناث دون وجود شريك، بينما كانت نسبة 4.3% من الأسر لديها معيلون من الذكور دون وجود شريكة وكانت نسبة 24.7% من غير العائلات. تألفت نسبة 18.2% من أصل جميع الأسر من أفراد ونسبة 7.1% كانوا يعيش معهم شخص وحيد يبلغ من العمر 65 عاماً فما فوق. وبلغ متوسط حجم الأسرة المعيشية 3.22، أما متوسط حجم العائلات فبلغ 2.79.
بلغ العمر الوسطي للسكان 33.1 عاماً. وكانت نسبة 30.1% من القاطنين تحت سن الثامنة عشر، وكانت نسبة 8.6% بين الثامنة عشر والأربعة وعشرون عاماً، ونسبة 29.8% كانت واقعةً في الفئة العمرية ما بين الخامسة والعشرون حتى والأربعة وأربعون عاماً، ونسبة 22.3% كانت ما بين الخامسة والأربعون حتى الرابعة والستون، ونسبة 9.2% كانت ضمن فئة الخامسة والستون عاماً فما فوق. وتوزع التركيب الجنسي للسكان بنسبة 51.1% ذكور و48.9% إناث.